# Noel Cantwell
Noel Euchuria Cornelius Cantwell (ur. 28 lutego 1932, zm. 8 września 2005) – irlandzki piłkarz, reprezentant kraju, grający na pozycji obrońcy.

## Kariera klubowa
Swoją przygodę z piłką rozpoczął w 1949 w klubie Western Rovers. Rok później przeszedł do Corc Athletic, w którym grał do 1952. W tym roku został piłkarzem West Hamu United. W sezonie 1957/1958 przyczynił się do powrotu zespołu do First Division. W latach 1957–1960 był kapitanem zespołu. W 248 spotkaniach zdobył 11 bramek. W 1960 został zawodnikiem Manchesteru United. Zdobył z zespołem dwa tytuły mistrza Anglii w sezonach 1964/1965 i 1966/1967. Wygrał także Puchar Anglii w sezonie 1962/1963. W roku 1965 dorzucił do tych sukcesów Tarczę Wspólnoty. Od 1962 do 1967 był kapitanem zespołu. Łącznie dla United zagrał w 123 spotkaniach i strzelił 6 bramek. W 1967 zakończył karierę piłkarską.
| Sezon   | Klub              | Kraj   | Rozgrywki       | Mecze | Bramki |
| ------- | ----------------- | ------ | --------------- | ----- | ------ |
| 1952/53 | West Ham United   | Anglia | Second Division | 4     | 0      |
| 1953/54 | West Ham United   | Anglia | Second Division | 23    | 0      |
| 1954/55 | West Ham United   | Anglia | Second Division | 17    | 0      |
| 1955/56 | West Ham United   | Anglia | Second Division | 40    | 0      |
| 1956/57 | West Ham United   | Anglia | Second Division | 39    | 1      |
| 1957/58 | West Ham United   | Anglia | Second Division | 33    | 4      |
| 1958/59 | West Ham United   | Anglia | First Division  | 42    | 3      |
| 1959/60 | West Ham United   | Anglia | First Division  | 40    | 3      |
| 1960/61 | West Ham United   | Anglia | First Division  | 10    | 0      |
| 1960/61 | Manchester United | Anglia | First Division  | 24    | 0      |
| 1961/62 | Manchester United | Anglia | First Division  | 17    | 2      |
| 1962/63 | Manchester United | Anglia | First Division  | 25    | 1      |
| 1963/64 | Manchester United | Anglia | First Division  | 28    | 0      |
| 1964/65 | Manchester United | Anglia | First Division  | 2     | 1      |
| 1965/66 | Manchester United | Anglia | First Division  | 23    | 2      |
| 1966/67 | Manchester United | Anglia | First Division  | 4     | 0      |

## Kariera reprezentacyjna
28 października 1953 zadebiutował w reprezentacji w meczu przeciwko Luksemburgowi, wygranym 4:0. Po raz ostatni w reprezentacji zagrał 22 lutego 1967 w przegranym 2:1 spotkaniu z Turcją, w którym to spotkaniu wpisał się na listę strzelców. W sumie wystąpił w 36 spotkaniach i strzelił 14 bramek.
| Mecze i gole w reprezentacji | Mecze i gole w reprezentacji | Mecze i gole w reprezentacji | Mecze i gole w reprezentacji | Mecze i gole w reprezentacji | Mecze i gole w reprezentacji | Mecze i gole w reprezentacji |
| #                            | Data                         | Miasto                       | Przeciwnik                   | Gol                          | Wynik                        |                              |
| ---------------------------- | ---------------------------- | ---------------------------- | ---------------------------- | ---------------------------- | ---------------------------- | ---------------------------- |
| 1.                           | 28.10.1953                   | Dublin                       | Luksemburg                   |                              | 4:0                          |                              |
| 2.                           | 27.11.1955                   | Dublin                       | Hiszpania                    |                              | 2:2                          |                              |
| 3.                           | 10.05.1956                   | Rotterdam                    | Holandia                     |                              | 4:1                          |                              |
| 4.                           | 03.10.1956                   | Dublin                       | Dania                        |                              | 2:1                          |                              |
| 5.                           | 25.11.1956                   | Dublin                       | Niemcy                       | Gol                          | 3:0                          |                              |
| 6.                           | 08.05.1957                   | Londyn                       | Anglia                       |                              | 1:5                          |                              |
| 7.                           | 19.05.1957                   | Dublin                       | Anglia                       |                              | 1:1                          |                              |
| 8.                           | 02.10.1957                   | Kopenhaga                    | Dania                        |                              | 2:0                          |                              |
| 9.                           | 11.05.1958                   | Chorzów                      | Polska                       |                              | 2:2                          |                              |
| 10.                          | 14.05.1958                   | Wiedeń                       | Austria                      |                              | 1:3                          |                              |
| 11.                          | 05.10.1958                   | Dublin                       | Polska                       | Gol · Gol                    | 2:2                          |                              |
| 12.                          | 05.04.1959                   | Dublin                       | Czechosłowacja               | Gol                          | 2:0                          |                              |
| 13.                          | 10.05.1959                   | Bratysława                   | Czechosłowacja               |                              | 0:4                          |                              |
| 14.                          | 01.11.1959                   | Dublin                       | Szwecja                      |                              | 3:2                          |                              |
| 15.                          | 30.03.1960                   | Dublin                       | Chile                        | Gol                          | 2:0                          |                              |
| 16.                          | 18.05.1960                   | Malmö                        | Szwecja                      |                              | 1:4                          |                              |
| 17.                          | 06.11.1960                   | Dublin                       | Norwegia                     |                              | 3:1                          |                              |
| 18.                          | 03.05.1961                   | Glasgow                      | Szkocja                      |                              | 1:4                          |                              |
| 19.                          | 07.05.1961                   | Dublin                       | Szkocja                      |                              | 0:3                          |                              |
| 20.                          | 08.10.1961                   | Dublin                       | Czechosłowacja               |                              | 1:3                          |                              |
| 21.                          | 29.10.1961                   | Praga                        | Czechosłowacja               |                              | 1:7                          |                              |
| 22.                          | 08.04.1962                   | Dublin                       | Austria                      | Gol                          | 2:3                          |                              |
| 23.                          | 12.08.1962                   | Dublin                       | Islandia                     | Gol · Gol                    | 4:2                          |                              |
| 24.                          | 02.09.1962                   | Reykjavík                    | Islandia                     |                              | 1:1                          |                              |
| 25.                          | 09.06.1963                   | Dublin                       | Szkocja                      | Gol                          | 1:0                          |                              |
| 26.                          | 13.10.1963                   | Dublin                       | Austria                      | Gol · Gol                    | 3:2                          |                              |
| 27.                          | 08.04.1964                   | Dublin                       | Hiszpania                    |                              | 0:2                          |                              |
| 28.                          | 24.05.1964                   | Dublin                       | Anglia                       |                              | 1:3                          |                              |
| 29.                          | 25.10.1964                   | Dublin                       | Polska                       |                              | 3:2                          |                              |
| 30.                          | 05.05.1965                   | Dublin                       | Hiszpania                    |                              | 1:0                          |                              |
| 31.                          | 27.10.1965                   | Sewilla                      | Hiszpania                    |                              | 1:4                          |                              |
| 32.                          | 10.11.1965                   | Paryż                        | Hiszpania                    |                              | 0:1                          |                              |
| 33.                          | 22.05.1966                   | Wiedeń                       | Austria                      |                              | 0:1                          |                              |
| 34.                          | 25.05.1966                   | Liège                        | Belgia                       | Gol · Gol                    | 3:2                          |                              |
| 35.                          | 23.10.1966                   | Dublin                       | Hiszpania                    |                              | 0:0                          |                              |
| 36.                          | 22.02.1967                   | Ankara                       | Turcja                       | Gol                          | 1:2                          |                              |

## Kariera trenerska
W 1967 przez kilka miesięcy był selekcjonerem reprezentacji Irlandii. W tym samym roku został trenerem Coventry City. Poprowadził drużynę do 6. miejsca w lidze w sezonie 1969/1970, najwyższego w historii klubu. W 1972 wyjechał do USA, gdzie pracował w New England Tea Men. W tym samym roku powrócił do Anglii, by trenować drużynę Peterborough United. Pracował w tym klubie w latach 1972–1977 i 1980–1982. W latach 1977–1978 pracował w Jacksonville Tea Men.